# Kust-zandspinnendoder
De kust-zandspinnendoder (Arachnospila consobrina) is een vliesvleugelig insect uit de familie van de spinnendoders (Pompilidae). De wetenschappelijke naam van de soort is voor het eerst geldig gepubliceerd in 1843 door Dahlbom.